# Cenchrus elymoides
Cenchrus elymoides är en gräsart som beskrevs av Ferdinand von Mueller. Cenchrus elymoides ingår i släktet tagghirser, och familjen gräs. Inga underarter finns listade i Catalogue of Life.